# Léa Drucker

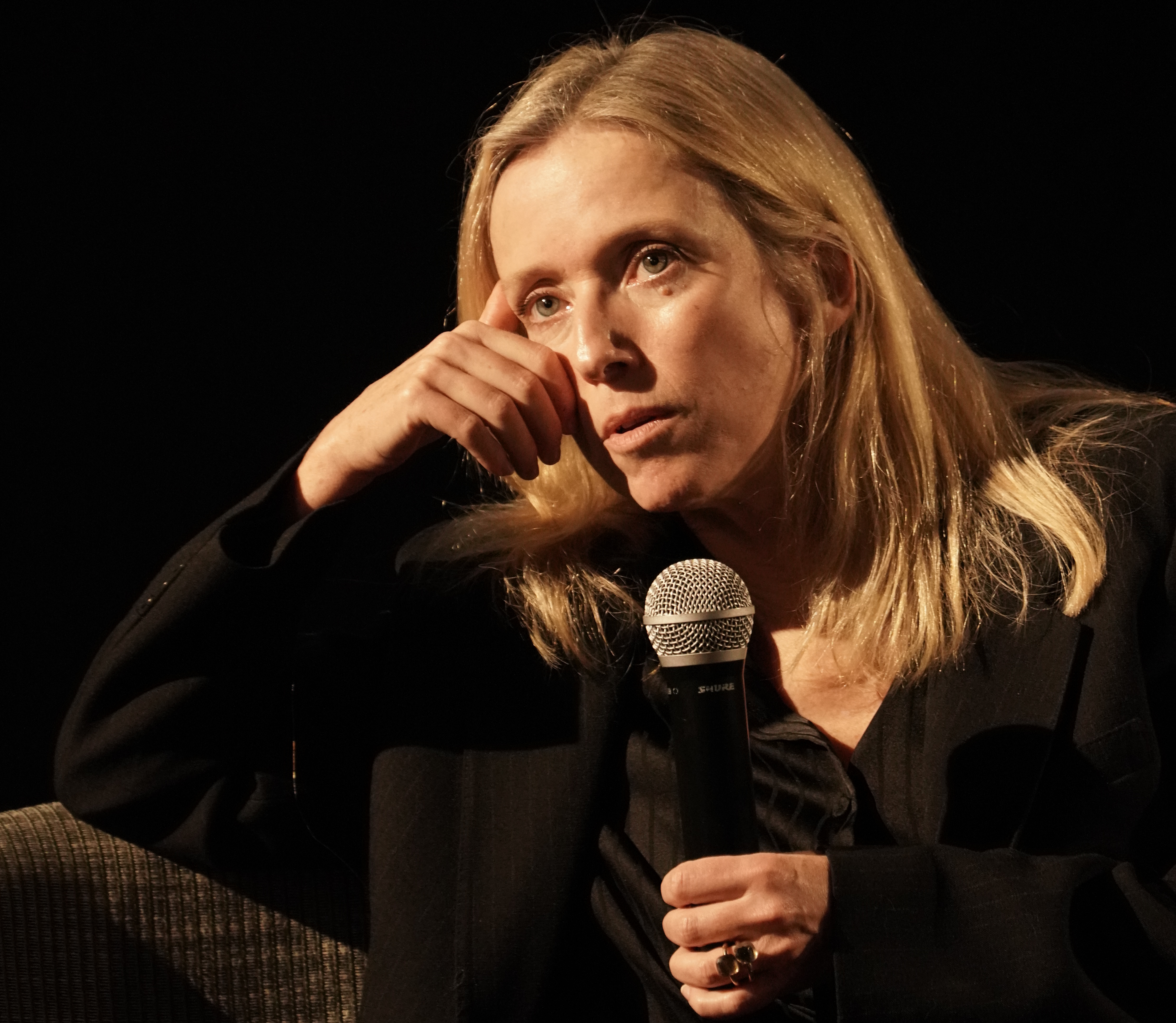
Léa Drucker (2024)

Léa Drucker (* 23. Januar 1972 in Caen, Frankreich) ist eine französische Schauspielerin.

## Leben
Léa Drucker ist die Tochter von Jacques Drucker, einem Medizinprofessor aus Washington, und Martine, einer Englischprofessorin. Sie ist die Nichte des Journalisten und Fernsehmoderators Michel Drucker und Cousine der Journalistin Marie Drucker. Während ihrer Zeit am Lycée Molière in Paris nahm Drucker zum ersten Mal Schauspielunterricht. Anschließend studierte sie Schauspiel an der École nationale supérieure des arts et techniques du théâtre und spielte einige Zeit Theater, bevor sie 1991 in Philippe Gallands Komödie Aus Liebe zum Geld an der Seite von Sami Bouajila und Sophie Aubry auf der Leinwand debütierte. Ihr größter Erfolg wurde das 2017 erschienene Filmdrama Nach dem Urteil von Xavier Legrand: Für ihre Darstellung der in Trennung von ihrem gewalttätigen Ehemann lebenden zweifachen Mutter Miriam gewann Drucker 2019 den César als Beste Hauptdarstellerin.

## Filmografie (Auswahl)
- 1991: Aus Liebe zum Geld (La thune)
- 1992: Tableau d’honneur
- 1994: Putain de porte
- 1996: 2 minutes 36 de bonheur
- 1997: Assassin(s)
- 2002: In My Skin (Dans ma peau)
- 2003: Willkommen in der Provençe (Bienvenue au gîte)
- 2004: Die wunderbare Welt des Gustave Klopp (Narco)
- 2005: Virgil
- 2006: Der Mann meines Lebens (L’homme de sa vie)
- 2009: Serie in Schwarz (Suite Noire; Fernsehreihe, 1 Folge)
- 2010: Les meilleurs amis du monde
- 2012: Je me suis fait tout petit
- 2013: Le grand méchant loup
- 2014: Das blaue Zimmer (La chambre bleue)
- 2015: Arrêtez-moi là
- 2016: Des nouvelles de la planète Mars
- 2017: Nach dem Urteil (Jusqu‘à la garde)
- 2017: Monsieur Foucault und seine Schüler (Les grands esprits)
- 2018: Champagner & Macarons – Ein unvergessliches Gartenfest (Place publique)
- 2019: Wir beide (Deux)
- 2019: La Sainte Famille
- 2019–2022: Krieg der Welten (War of the Worlds, Fernsehserie)
- 2020: Vulnérables (Fernsehfilm)
- 2020: C'est la vie
- 2021: Chère Léa
- 2021: Adieu Paris
- 2021: Petite Solange
- 2022: Le monde d'hier
- 2022: Unglaublich, aber wahr (Incroyable mais vrai)
- 2022: Close
- 2022: Couleurs de L'Incendie
- 2023: Im letzten Sommer (L’été dernier)
- 2023: Mars Express (Stimme)
- 2023: Nouveau départ
- 2023: Unter Kontrolle (Sous contrôle, Fernsehserie)
- 2024: Le tableau volé
- 2024: Un homme en fuite
- 2024: Silex & The City – The Movie (Stimme)
- 2025: L’intérêt d’Adam
- 2025: Dossier 137
- 2025: Le mélange des genres

## Auszeichnungen (Auswahl)
- 2007: Globe de Cristal, beste Darstellerin, für Der Mann meines Lebens
- 2019: Nominierung Globe de Cristal, beste Darstellerin, für Nach dem Urteil
- 2019: Beste Hauptdarstellerin, César 2019, für Nach dem Urteil
- 2019: Nominierung Prix Lumières, beste Darstellerin, für Nach dem Urteil
- 2025: Verdienstorden der Ehrenlegion[1]